# Jabal al-Druze

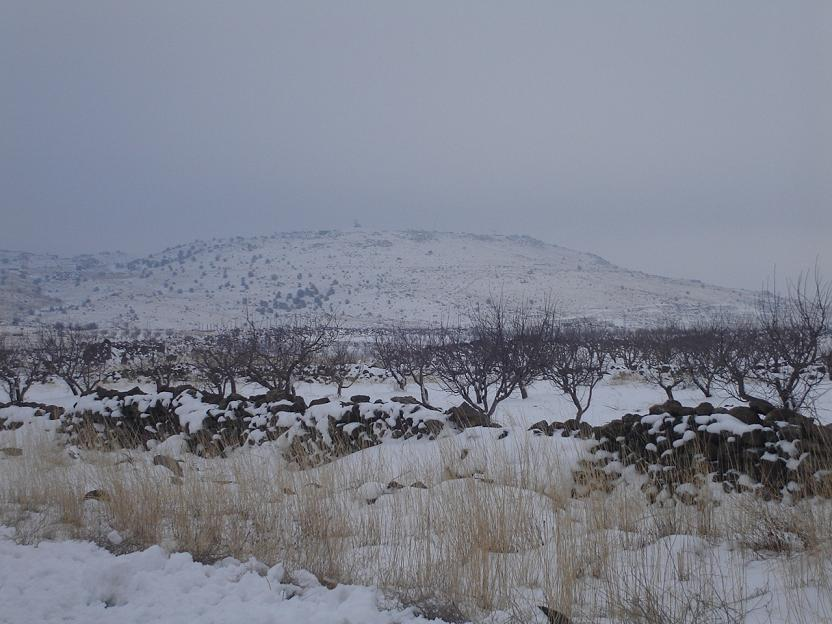
Tell Qeni

Jabal al-Druze (árabe: جبل الدروز, jabal ad-durūz, montanha dos drusos), oficialmente Jabal Alárabe (árabe: جبل العرب, jabal al-'arab, montanha dos árabes), é uma elevada região vulcânica na província de Sueida, no sul da Síria. A maioria dos habitantes desta região são árabes drusos, e também há pequenas comunidades muçulmanas e cristãs. As escritas safaíticas foram encontradas pela primeira vez nesta área. No passado, o nome de Jabal al-Druze foi usado para uma outra área, localizada no Monte Líbano.